# Félix Lebrun
Félix Lebrun (Montpellier, 12 de setembro de 2003) é um mesa-tenista francês.

## Carreira
Nascido em Montpellier, Lebrun e seu irmão mais velho Alexis Lebrun foram criados em uma família ligada ao tênis de mesa. Seu pai, Stéphane, ficou em sétimo lugar na França, enquanto seu tio Christophe Legout representou a França em três Olimpíadas. Assim como seu irmão, Félix Lebrun iniciou sua carreira no tênis de mesa aos três anos. Ele foi inspirado por Chen Jian, um jogador de penhold da China que treinou em Montpellier e Istres, levando-o a adotar o penhold grip aos quatro anos de idade. O Wall Street Journal comparou o estilo de jogo de Lebrun ao de "um velho chinês", com a jogadora americana Lily Zhang descrevendo o jogo de Lebrun como "muito revigorante".
Ele foi medalhista de ouro nos Jogos Europeus de 2023, ao derrotar o português Marcos Freitas na final, e alcançou a lista dos dez primeiros do ranking mundial da ITTF (Federação Internacional de Tênis de Mesa) pela primeira vez em outubro de 2023. Lebrun venceu seu segundo evento de simples WTT no WTT Star Contender Goa em 2024. Ele continuou a ajudar a seleção masculina francesa a avançar para a final do Campeonato Mundial de Equipes de 2024. Isso marcou a primeira aparição final da equipe francesa no Campeonato Mundial de Equipes desde 1997.
Nos Jogos Olímpicos de Verão de 2024, em Paris, conquistou a medalha de bronze na competição individual masculina, após confronto contra Hugo Calderano, e na disputa de equipes masculinas, ao lado de Simon Gauzy e do irmão Alexis.

## Títulos individuais
| Ano  | Torneio                   | Oponente final     | Pontuação | Referência |
| ---- | ------------------------- | ------------------ | --------- | ---------- |
| 2023 | European Games            | Marcos Freitas     | 4–3       | [ 10 ]     |
| 2023 | WTT Contender Antalya     | Dimitrij Ovtcharov | 4–3       | [ 11 ]     |
| 2024 | WTT Star Contender Goa    | Hugo Calderano     | 4–2       | [ 12 ]     |
| 2024 | WTT Champions Montpellier | Tomokazu Harimoto  | 4–1       | [ 13 ]     |
| 2025 | WTT Contender Tunis       | Anders Lind        | 4–0       | [ 14 ]     |